# Tipula parishi
Tipula parishi är en tvåvingeart som beskrevs av Alexander 1912. Tipula parishi ingår i släktet Tipula och familjen storharkrankar. Inga underarter finns listade i Catalogue of Life.